# Liebsdorf
Liebsdorf é uma comuna francesa na região administrativa de Grande Leste, no departamento Alto Reno. Estende-se por uma área de 4,21 km². Em 2010 a comuna tinha 317 habitantes (densidade: 75,3 hab./km²).